# Kosch-Agatsch
Kosch-Agatsch (russisch Кош-Агач) ist ein ausgedehntes Gebirgsdorf im südöstlichen Teil der Republik Altai (Südwestsibirien, Russland) mit 7900 Einwohnern (Stand 14. Oktober 2010).

## Geografie

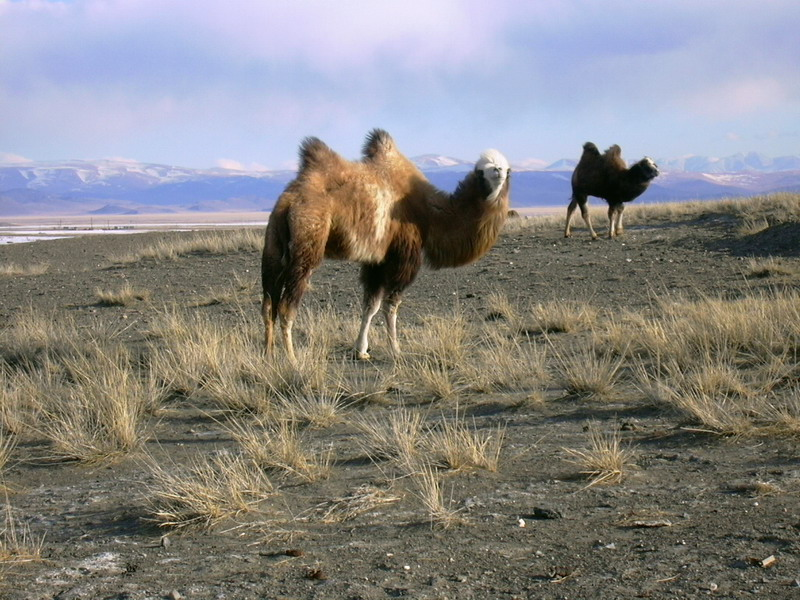
Kamele in der Tschuja-Steppe bei Kosch-Agatsch

Der Ort liegt in der Tschuja-Steppe (Tschuiski-Steppe), einer nach der Tschuja, einem rechten Nebenfluss des Ob-Quellflusses Katun, benannten, auf fast 2000 Meter Höhe gelegenen vegetationsarmen Ebene in Südosten des russischen Altai, am Fuß des Tabaschok. Die Tschuja entsteht bei Kosch-Agatsch aus den Quellflüssen Kysylschin und Tschaganka. Kosch-Agatsch liegt knapp 300 Kilometer (Luftlinie) südöstlich der Republikhauptstadt Gorno-Altaisk.
Das Gebiet um den Ort gehört zu den trockensten und im Winter kältesten im Altai; die gemessene absolute Minimaltemperatur betrug −62 °C.
Der Ort ist administratives Zentrum des dünn besiedelten (weniger als 1 Einwohner/km²) gleichnamigen Rajons Kosch-Agatsch und bildet die Gemeinde Kosch-Agatsch (Кош-Агачское сельское поселение). Ort und Rajon gehören zum Grenzgebiet, für dessen Betreten eine Sondergenehmigung notwendig ist.

## Geschichte
Kosch-Agatsch (altaisch für Vorhang aus Bäumen) wurde 1801 gegründet und wurde schnell zu einem regional bedeutsamen Handelszentrum an einem der Wege vom Russischen Reich in das Kaiserreich China, zu dem auch das in südöstlicher Richtung anschließende Gebiet der heutigen Mongolei gehörte.
Am 27. September 2003 und den folgenden Tagen wurden Ort und insbesondere die Infrastruktur des Gebietes von einem starken Erdbeben (Magnitude 7,3) mit nur gut 50 Kilometer entferntem Epizentrum und einer Serie von Nachbeben erheblich in Mitleidenschaft gezogen. Es gab zwar nur wenige Todesopfer, da viele der im Ort überwiegenden Holzhäuser dem Beben standhielten, insgesamt wurden aber hunderte Gebäude im Gebiet zerstört und fast 2000 beschädigt.

### Bevölkerungsentwicklung
| Jahr | Einwohner |
| ---- | --------- |
| 1939 | 1362      |
| 1959 | 1655      |
| 1970 | 1865      |
| 1979 | 2553      |
| 1989 | 3501      |
| 2002 | 5701      |
| 2010 | 7900      |

Anmerkung: Volkszählungsdaten

## Kultur und Sehenswürdigkeiten
Kosch-Agatsch ist Ausgangspunkt für Trekkingtouren in die Bergwelt des südöstlichen Altai, insbesondere den knapp 4000 m hohen Südlichen Tschuja-Kamm (Juschno-Tschuisker Kamm).
Im Rajon Kosch-Agatsch wurden an verschiedenen Stellen Felszeichnungen gefunden, so zehn Kilometer vom Ort entfernt nahe der
Straße Richtung mongolische Grenze. Das Gebiet ist auch reich an anderen historischen Denkmälern, wie Kurganen. So wurde 1993 in einem Kurgan auf dem südlich des Südlichen Tschuja-Kammes nahe der chinesischen Grenze gelegenen Ukokplateau eine gut erhaltene Frauenmumie entdeckt, die der knapp 2500 Jahre alten Pasyryk-Kultur zugeordnet werden konnte. Der bedeutsame Fund erhielt die Bezeichnung „Prinzessin von Ukok“.

## Infrastruktur
Kosch-Agatsch liegt an der Fernstraße M52, die von Nowosibirsk durch die Region Altai und die Republik Altai – hier Tschujatrakt genannt – zur mongolischen Grenze bei Taschanta (50 km südöstlich von Kosch-Agatsch; weitere 21 km bis zur Grenze) verläuft.
Der Ort besaß einen kleinen Regionalflughafen mit regelmäßiger Verbindung nach Gorno-Altaisk und Barnaul (ICAO-Code UNBA), der aber seit den 1990er Jahren außer Betrieb ist.
Nördlich von Kosch-Agatsch befindet sich der erste größere Solarpark Russlands. Mit einer Leistung von mittlerweile 10 MW wurde er im September 2014 eröffnet.

## Belege
1. 1 2  Itogi Vserossijskoj perepisi naselenija 2010 goda. Tom 1. Čislennostʹ i razmeščenie naselenija (Ergebnisse der allrussischen Volkszählung 2010. Band 1. Anzahl und Verteilung der Bevölkerung). Tabellen 5, S. 12–209; 11, S. 312–979 (Download von der Website des Föderalen Dienstes für staatliche Statistik der Russischen Föderation)
2. ↑  Erdbebenserie 2003 (Memento des Originals vom 27. Juli 2007 im Internet Archive)  Info: Der Archivlink wurde automatisch eingesetzt und noch nicht geprüft. Bitte prüfe Original- und Archivlink gemäß Anleitung und entferne dann diesen Hinweis. auf einer Webseite der RAN (russisch, teilweise englisch)
3. ↑  Erdbeben vom 27. September 2003 (Memento des Originals vom 22. September 2008 im Internet Archive)  Info: Der Archivlink wurde automatisch eingesetzt und noch nicht geprüft. Bitte prüfe Original- und Archivlink gemäß Anleitung und entferne dann diesen Hinweis. auf der Erdbeben-Webseite des USGS (englisch)